# شیطان با سه موی طلایی
شیطان با سه موی طلایی (آلمانی: Der Teufel mit den drei goldenen Haaren) یک افسانه معروف آلمانی است که توسط برادران گریم گردآوری شده و به‌عنوان افسانهٔ شمارهٔ ۲۹ (KHM 29) در مجموعهٔ «افسانه‌های کودکان و خانواده» آمده است. این داستان ترکیبی از دو گونهٔ افسانه‌ای رایج در فرهنگ اروپا است: پیش‌گویی ازدواج یک پسر فقیر با دختر شاه (ATU 930) و مأموریت خطرناک برای آوردن سه موی طلایی از سر شیطان (ATU 461).

## خلاصهٔ داستان
در یکی از روستاهای آلمان، زنی فقیر پسری به دنیا می‌آورد که با کلاه خوش‌قدمی زاده شده است. پیش‌گویی می‌گوید که این پسر در چهارده‌سالگی با دختر پادشاه ازدواج خواهد کرد. پادشاه که از این پیش‌گویی خشمگین می‌شود، به خانوادهٔ پسر نزدیک می‌شود و با بهانه‌ای او را همراه خود می‌برد. اما در راه، او را در جعبه‌ای قرار داده و در رودخانه رها می‌کند تا از شرش خلاص شود.
جعبه به آسیاب‌بانی می‌رسد و او و همسرش کودک را نجات داده و بزرگ می‌کنند. چهارده سال بعد، پادشاه از آسیاب بازدید می‌کند و پسر را می‌بیند. پس از شناختن او، نقشه‌ای دیگر می‌کشد: نامه‌ای به ملکه می‌دهد و از پسر می‌خواهد که آن را به قصر برساند. در نامه نوشته شده که فرستنده باید فوراً کشته شود.
پسر در راه نزد خانواده‌ای پناه می‌گیرد که در حقیقت راهزنان هستند. آن‌ها نامه را می‌خوانند و از سر دلسوزی، متن آن را تغییر می‌دهند و می‌نویسند که پسر باید با شاهزاده‌خانم ازدواج کند. صبح روز بعد، پسر به قصر می‌رسد و مراسم ازدواج برگزار می‌شود.
پادشاه که به قصر بازمی‌گردد و ماجرا را می‌فهمد، خشمگین می‌شود. او مأموریتی غیرممکن به داماد جدیدش می‌سپارد: او باید سه موی طلایی از سر شیطان بیاورد.

## سفر به جهنم
پسر سفری طولانی آغاز می‌کند. در راه، از او سه سؤال پرسیده می‌شود:
۱. چرا چشمه‌ای که زمانی شراب می‌جوشاند، اکنون خشک شده؟
۲. چرا درختی که میوه‌های طلایی می‌داد، دیگر برگ هم نمی‌دهد؟
۳. چرا قایقرانی که مردم را از رود عبور می‌دهد، نمی‌تواند از کارش دست بکشد؟
پسر می‌گوید پاسخ این‌ها را پس از بازگشت خواهد داد.
در ورودی جهنم، با پیرزنی مواجه می‌شود که مادربزرگ شیطان است. او پسر را به شکل مورچه درمی‌آورد و در دامنش پنهان می‌کند. شب هنگام، شیطان بازمی‌گردد، بوی انسان را حس می‌کند اما مادرش او را آرام می‌کند. در خواب، مادربزرگ سه تار موی طلایی از سر شیطان می‌کند. هر بار که مویی را می‌کَند، شیطان با ناله از خوابی که دیده حرف می‌زند و پاسخ همان سؤالات را می‌دهد:
- در چشمه، وزغی جریان را مسدود کرده است.
- ریشهٔ درخت را موشی می‌جَوَد.
- قایقران باید پارو را به دیگری بدهد تا آزاد شود.

صبح روز بعد، پسر با موها و پاسخ‌ها بازمی‌گردد. در راه، به هر شهری که پاسخ می‌دهد، پاداشی از طلا دریافت می‌کند.

## پایان داستان
پادشاه که پسر را با گنج‌های بسیار می‌بیند، از او می‌پرسد طلا را از کجا آورده. پسر می‌گوید آن سوی رود. پادشاه نیز برای یافتن طلا به آن سوی رود می‌رود، اما قایقران پارو را به او می‌دهد و شاه برای همیشه جای او را می‌گیرد.
پسر و دختر پادشاه در آرامش زندگی می‌کنند و پادشاه به مجازاتی ابدی دچار می‌شود.

## ریشه و تحلیل
این افسانه ترکیبی است از دو گونهٔ مهم در طبقه‌بندی افسانه‌ها:
- ATU 930: پیش‌گویی ازدواج یک کودک فقیر با دختر شاه. این مضمون در افسانه‌های یونانی، سریانی، هندی و چینی نیز دیده می‌شود.
- ATU 461: مأموریت دشوار برای آوردن مویی از مخلوقی جادویی یا خبیث (در اینجا شیطان). مشابه این داستان در فرهنگ‌های مختلف، از جمله در اسکاندیناوی، چک، مجارستان، و ایران دیده می‌شود.

چهرهٔ شیطان در این داستان بیشتر به یک موجود جادویی می‌ماند تا تجسم شیطانی دینی. این افسانه نمادی از سرنوشت، خرد، فریب، و تلاش برای رسیدن به هدف با کمک شجاعت و صداقت است.

## گونه‌های مشابه
در بسیاری از کشورها نسخه‌های مشابهی از این افسانه وجود دارد، از جمله:
- لهستان: «قصر روی کوه شیشه‌ای»
- چک: «سه موی طلایی پدر همه‌چیزدان»
- اسلاوهای جنوبی: «سه موی طلایی خورشید»
- فرانسه: نسخه‌ای با عنوان «نامهٔ مرگ» (lettre de mort)
- اسکاندیناوی: نسخه‌هایی که در آن قهرمان باید نزد غولی برود

## در فرهنگ عامه
افسانه در فیلم‌ها، تئاترها، و اپراهای گوناگون به تصویر کشیده شده. در کارتون «سیم‌زالاگرم» نیز نسخه‌ای از این داستان روایت شده است.

## نگارخانه

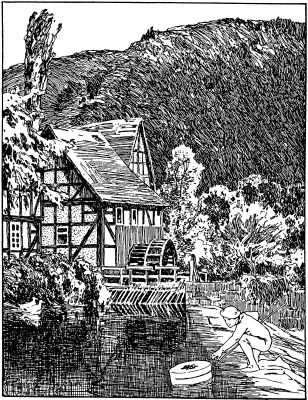
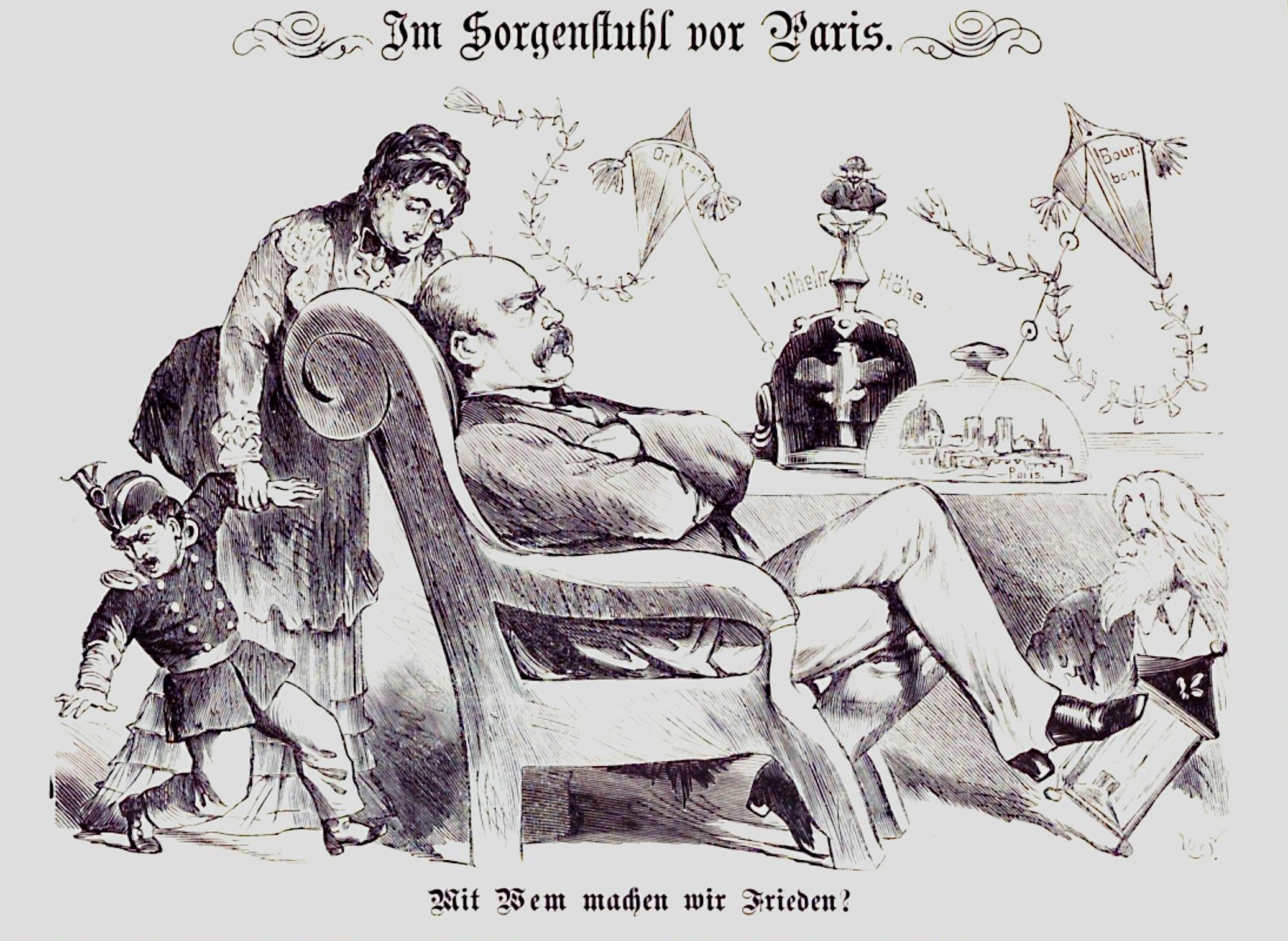
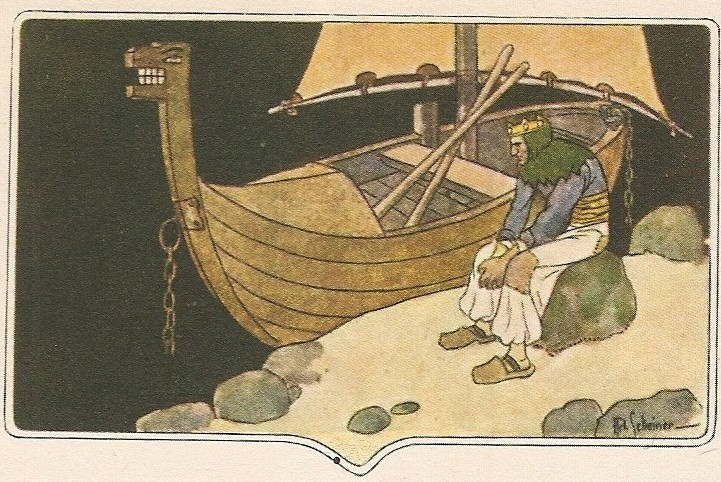
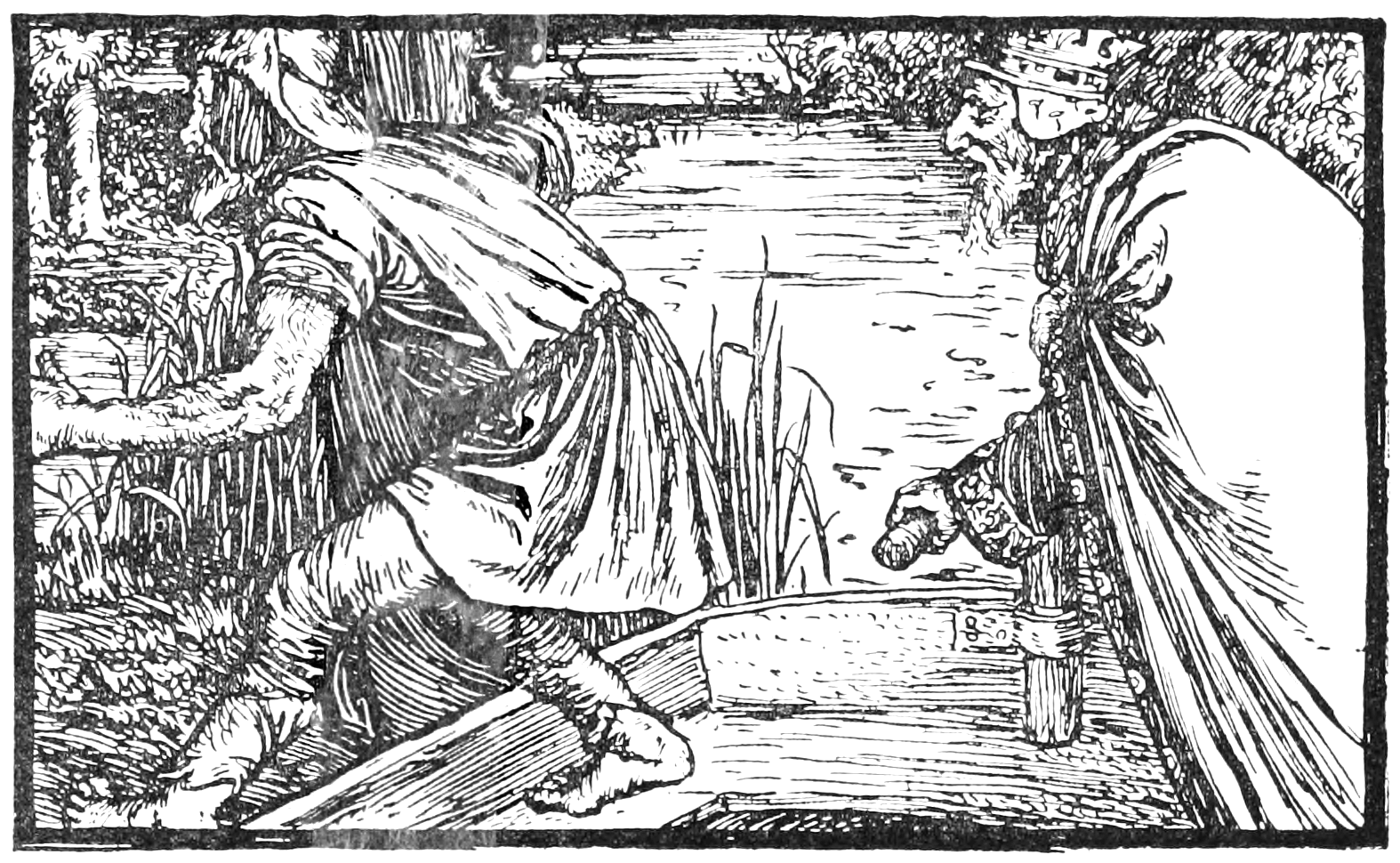
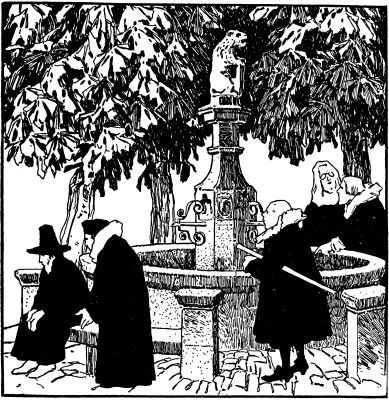
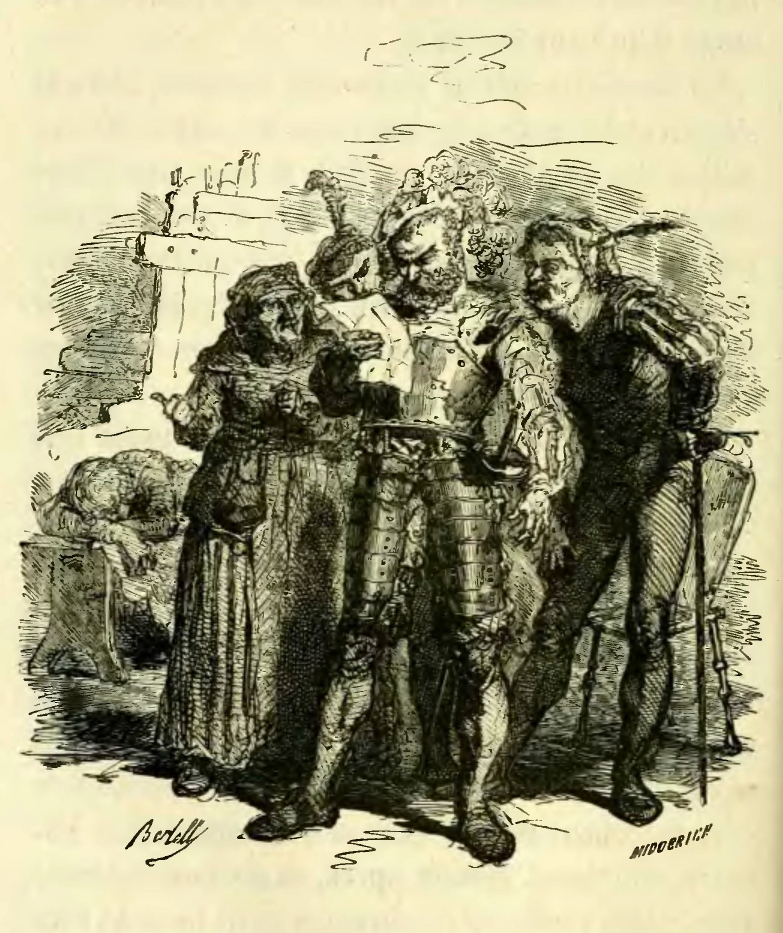